# Palioúri (ort i Grekland, Mellersta Makedonien)
Palioúri (Paliouri) är en ort i Grekland.   Den ligger i prefekturen Chalkidike och regionen Mellersta Makedonien, i den nordöstra delen av landet, 220 km norr om huvudstaden Aten. Palioúri ligger 134 meter över havet och antalet invånare är 820.
Terrängen runt Palioúri är platt åt sydost, men åt nordväst är den kuperad. Havet är nära Palioúri åt sydost.  Närmaste större samhälle är Néos Marmarás, 19,9 km nordost om Palioúri. 